# 淡平
株式会社淡平（あわへい）は東京都葛飾区に本社工場を、千代田区神田に神田本店を置く本格手焼き煎餅店。
創業は1884年(明治17年)。通称は「神田淡平」。『激辛』という言葉を生み出した店である。
1986年　淡平の造語『激辛』が流行語大賞の銀賞を受賞。

## 所在地
- 神田本店 - 東京都千代田区内神田2-13-1
- 本社工場 - 東京都葛飾区青戸1-17-3